# Argentina na Copa do Mundo FIFA de 1958
A seleção de Argentina foi uma das 16 participantes na Copa Mundial de Futebol de 1958, que se realizou em Suécia. Foi eliminada em primeira rodada ao cair por 6:1 frente a Checoslovaquia.
O treinador era Guillermo Stábile e o capitão era Néstor Rossi. O torneio supôs o regresso de Argentina à Copa do Mundo após 24 anos e viu-se protagonista de um dos grandes fiascos de sua história.

## Preparação
Argentina, que se tinha postulado para ser sede da Copa Mundial de Futebol de 1938, perdeu na votação final contra França e desistiu de participar. Em 1950, Argentina anunciou que não participaria do Mundial devido a diferenças existentes entre a AFA e a Confederação Brasileira de Desportos (CBD) e também pelo éxodo de seus principais jogadores a Colômbia. Em 1954, também pelo éxodo, a Selecção Argentina se negou a participar do torneio.
Argentina chegava a cita mundialista com o título de campeão sul-americano obtido um ano antes no Peru. Graças a uma atuação demolidora do ataque apelidado "Os Carasucias", formado por Antonio Angelillo, Humberto Maschio e Omar Sívori. O nome provinha do filme Anjos com caras sujas, popular na Argentina da época, que contava a história de jovens impulsivos e rebeldes. O jovem trío atacante de Argentina marcou 20 dos 25 golos da equipa em América do Sul. Suas atuações chamaram a atenção do Futebol italiano. Antonio Angelillo foi traspassado ao Internazionale, Humberto Maschio ao Bolonha e Omar Sívori ao Juventus. No entanto, os clubes europeus não estavam obrigados a ceder a seus jogadores para o Mundial. Aparte dos clubes italianos, o Real Madrid também não liberou o seu goleiro Rogelio Domínguez.
O presidente da AFA, Raúl Colombo, minimizou a ausência das estrelas internacionais e declarou: "não há problema, temos jogadores de sobra". Os jogadores Campeões sul-americanos queixaram-se à federação por não terem sido convocados. Humberto Maschio disse: "Não fomos a Suécia porque nunca nos chamaram. E nunca soubemos por que. Acho que poderíamos ter contribuído com mais ritmo, mais luta contra as equipes europeias, mais experiência. Mas nunca saberemos o que poderia ter passado".
Sob a direção técnica de Guillermo Stábile, o conjunto argentino atingiu a classificação após eliminar a Bolívia e a Chile. Nas eliminatórias, o desempenho do seu ataque:

### Goleadores
| N.° | Jogador           | Golos | PJ |
| --- | ----------------- | ----- | -- |
| 1.° | Orestes Corbatta  | 3     | 4  |
|     | Norberto Menéndez | 3     | 4  |
| 2.° | Roberto Zárate    | 2     | 4  |
| 3.° | Norberto Conde    | 1     | 4  |
|     | Eliseo Prado      | 1     | 4  |

### Assistentes
| N.° | Jogador           | Assistências | PJ |
| --- | ----------------- | ------------ | -- |
| 1.° | Ángel Labruna     | 1            | 3  |
|     | Norberto Menéndez | 1            | 3  |

Na Europa, Roberto Zárate foi cortado da equipe nacional e retornou a Buenos Aires devido a uma lesão contra a Inter de Milão. Ele foi substituído por Ángel Labruna, de 39 anos, que chegou um dia antes da partida de abertura e, portanto, não foi incluído no primeiro jogo.
Antes da Copa do Mundo, o capitão Pedro Dellacha previu dificuldades: "Será muito difícil jogar na Suécia. Porque os times europeus correm muito, eles têm um ritmo e uma velocidade diferentes".
Faltando um mês para a competição, em 18 de maio de 1958, as bolsas de apostas inglesas colocavam a União Soviética, medalha de ouro nos Futebol nos Jogos Olímpicos de Verão de 1956, com boa vantagem como favorita na proporção de 3.5. O Brasil, que tinha uma geração de jovens jogadores que chamavam a atenção, era o segundo favorito pagando 6.0 e a Argentina, com sua hierarquia, em terceiro lugar com 7.

## Campanha
Na partido inaugural contra Alemanha Ocidental, depois de perder o sorteio pelos uniformes, como unicamente levaram um jogo de camisas, a seleção argentina pediu emprestada camisetas amarelas a um clube local, o IFK Malmö. Argentina foi derrotada por 3-1.
A equipa argentina tinha um sério problema de lentidão, pela própria constituição física de seus jogadores, especialmente os defensores, do que por problemas de treinamento. O seleccionador alemão, Sepp Herberger ordenou então a Rahn que retrocedesse atraindo a seu marcador Vairo, com o qual provocava um enorme vazio no sector esquerdo da defesa argentina, já que o volante desse lado, Varacka, jogava naturalmente adiantado. Ali colocava-se como receptor Fritz Walter, atraindo ao marcador central Dellacha. Enquanto, pelo outro lado, chegava Uwe Seeler, às costas de Néstor Rossi. Como Rahn chegava cortado pelo centro e Scäefer se fechava pela esquerda, o ataque alemão estabelecia uma superioridade de quatro contra duas na zona de definição.
Argentina abriu o marcador com um golo de Orestes Corbatta depois de um passe longo de Eliseo Prado no minuto 2. Foi a única partido de Eliseo Prado no torneio. No minuto 33, Fritz Walter encontrou a Helmut Rahn. 1-1. Uwe Seeler deu a volta ao partido no minuto 40. 2-1. Argentina pressionou na segunda parte e, num contragolpe, Fritz Walter assistiu a Helmut Rahn para fechar o partido no minuto 79.
Na segunda partida, Argentina recuperou-se e venceu a Irlanda do Norte por 3-1. Segundo Guillermo Stábile depois da partida, o veterano Ángel Labruna, de 39 anos, que não jogou no primeiro partido, pôs ordem na equipa argentina. Danny Blanchflower centrou e Peter McParland abriu o marcador no minuto 3. Willie Cunningham pôs a mão na bola e Orestes Corbatta lançou o pênalti no minuto 38. 1-1. Norberto Menéndez recolheu o recuse da defesa para dar a volta ao partido no minuto 55. Ludovico Avio arrematou a golo um centro de Orestes Corbatta no minuto 59 para sentenciar o partido. 3 a 1.
Na última partida da fase de grupos, o fiasco com a derrota por 6-1 ante a selecção nacional de futebol de Checoslovaquia. O partido conheceu-se na imprensa como o Desastre de Suécia. Embora tenha lamentado a ausência do seu ataque "Os Carasucias", a seleção Argentina apresentou uma defesa débil, sofrendo 10 gols em 3 partidas, sendo vazado em todos os jogos.

## Repercussão
Guillermo Stábile renunciou à direcção técnica depois deste episódio, cargo que mantinha desde 1939 e no qual tinha conseguido 6 títulos de Campeonato sudamericano.
Depois da partida, o guardameta Amadeo Carrizo foi o maior culpado da derrota. O guardameta recorda ter "sofrido muito, disseram-me coisas horríveis, minha casa estava coberta de pintura, meu carro quase destroçado". Carrizo recorda a sensação depois da partida: "Após a partida nos fechamos no hotel e não queríamos sair, ninguém esquece algo assim. Às vezes põem imagens daquele Mundial na tv, mas eu não quero nem o ver e mudo de canal". Para Carrizo, o futebol argentino estava defasado: "Não sabíamos o que passava na Europa e o futebol estava em seu apogeu. Na Inglaterra, Alemanha e França já tinha tido um progresso espetacular, com grandes jogadores, e nos passaram por cima."
Amadeo Carrizo renunciou à selecção de seu país à qual voltou, no entanto, em 1964 para a Copa das Nações. Depois revelaria: "Quando chegamos ao país, após a eliminação, o avião teve que aterrar numa chacra de Monte Grande para que não nos matassem. Alguns jornalistas argentinos que estavam em Suécia lhe tinham pedido à gente que nos procurassem com paus e pedras, tinha muita bronca, nos queriam matar, diziam que éramos "vendepatria". Ninguém achava que a Argentina carecia de organização e que nenhum de nós cobrou um peso para jogar esse mundial."
Pedro Dellacha: “Nós estávamos acostumados a jogar somente nos domingos e a treinar terças-feiras e quintas-feiras. Essa foi a grande causa de nossa derrota. Pagamos o preço de achar que, com o que tínhamos, era o suficiente para derrotar os europeus. O futebol internacional não era tão difundido na Argentina e isso determinou que não compreendêssemos a importância de um Mundial.”. Ángel Labruna: "Fomos com os olhos vendados, às cegas. Não estávamos preparados nem física nem tecnicamente para enfrentar três partidas numa semana".
Por outro lado, a crónica posterior à partida na revista O Gráfico criticava à preparação física: "Os futebolistas criollos vivem do futebol, mas são poucos, muito poucos quem vivem para o futebol. Que é outra coisa. Não se submetem, não se prestam à preparação física rigorosa. Não vivem para o futebol. Não são como os alemães, que às 9 da manhã do outro dia estavam a treinar novamente, enquanto os argentinos dormiam. Não se pode falar de falhas na equipa argentina; foi superado visivelmente pela velocidade, estado atlético, organização, sobriedade, sentido prático que têm os checoslovacos.".

## Plantel
| #  | Nombre                  | Posición      | Edad | PJ Sel | Club                    |
| -- | ----------------------- | ------------- | ---- | ------ | ----------------------- |
| 1  | Amadeo Carrizo          | Arquero       | 32   | -      | River Plate             |
| 2  | Pedro Dellacha          | Defensor      | 31   | -      | Racing Club             |
| 3  | Federico Vairo          | Defensor      | 27   | -      | River Plate             |
| 4  | Juan Francisco Lombardo | Defensor      | 32   | -      | Boca Juniors            |
| 5  | Néstor Rossi            | Mediocampista | 33   | -      | River Plate             |
| 6  | José Varacka            | Mediocampista | 26   | -      | Independiente           |
| 7  | Orestes Corbatta        | Delantero     | 22   | -      | Racing Club             |
| 8  | Eliseo Prado            | Mediocampista | 28   | -      | River Plate             |
| 9  | Norberto Menéndez       | Delantero     | 21   | -      | River Plate             |
| 10 | Alfredo Rojas           | Delantero     | 21   | -      | Lanús                   |
| 11 | Ángel Labruna           | Delantero     | 39   | -      | River Plate             |
| 12 | Julio Musimessi         | Arquero       | 33   | -      | Boca Juniors            |
| 13 | Alfredo Pérez           | Defensor      | 29   | -      | River Plate             |
| 14 | Federico Edwards        | Defensor      | 27   | -      | Boca Juniors            |
| 15 | David Acevedo           | Defensor      | 21   | -      | Independiente           |
| 16 | Eliseo Mouriño          | Mediocampista | 31   | -      | Boca Juniors            |
| 17 | José Ramos Delgado      | Defensor      | 22   | -      | Lanús                   |
| 18 | Norberto Boggio         | Delantero     | 26   | -      | San Lorenzo             |
| 19 | Ludovico Avio           | Mediocampista | 25   | -      | Vélez Sarsfield         |
| 20 | Ricardo Infante         | Delantero     | 33   | -      | Estudiantes de La Plata |
| 21 | José Sanfilippo         | Delantero     | 23   | -      | San Lorenzo             |
| 22 | Osvaldo Cruz            | Delantero     | 27   | -      | Independiente           |
| DT | Guillermo Stábile       |               |      |        |                         |

## Participação
- Os horários são correspondentes à hora local de Suécia (UTC+1).

## Fase de grupos

### Grupo 1
| Pos. | Seleção            | P | J | V | E | D | GP | GC | SG |
| ---- | ------------------ | - | - | - | - | - | -- | -- | -- |
| 1    | Irlanda do Norte*  | 5 | 4 | 2 | 1 | 1 | 6  | 6  | 0  |
| 2    | Alemanha Ocidental | 4 | 3 | 1 | 2 | 0 | 7  | 5  | +2 |
| 3    | Tchecoslováquia*   | 3 | 4 | 1 | 1 | 2 | 9  | 6  | +3 |
| 4    | Argentina          | 2 | 3 | 1 | 0 | 2 | 5  | 10 | –5 |

| 8 de junho de 1958 | Alemanha Ocidental         | 3–1      | Argentina    | Malmö, Malmö Stadion                        |
| 19:00              | Rahn 32', 79' · Seeler 40' | (Report) | Corbatta 10' | Público: 32 000 Árbitro: Leafe (Inglaterra) |

| 11 de junho de 1958 19:00 | Argentina                                    | 3–1      | Irlanda do Norte | Halmstad, Örjans Vall Árbitro: Ahlner (Suécia) Público: 14000 |
|                           | Corbatta 38' (pen) · Menendez 55' · Avio 59' | (Report) | McParland 3'     |                                                               |

| 15 de junho de 1958 19:00 | Tchecoslováquia                                              | 6–1      | Argentina          | Helsingborg, Olympiastadion Árbitro: Ellis (Inglaterra) Público: 20000 |
|                           | Dvořák 8' · Zikán 17', 40' · Feureisl 69' · Hovorka 82', 89' | (Report) | Corbatta 65' (pen) |                                                                        |

### Goleadores
| N.° | Jogador           | Golos | PJ |
| --- | ----------------- | ----- | -- |
| 1.° | Orestes Corbatta  | 3     | 3  |
| 2.° | Norberto Menéndez | 1     | 3  |
|     | Ludovico Avio     | 1     | 3  |

### Assistentes
| N.° | Jogador          | Assistências | PJ |
| --- | ---------------- | ------------ | -- |
| 1.° | Eliseo Prado     | 1            | 1  |
|     | Orestes Corbatta | 1            | 3  |